# Konvent 17 (Quedlinburg)

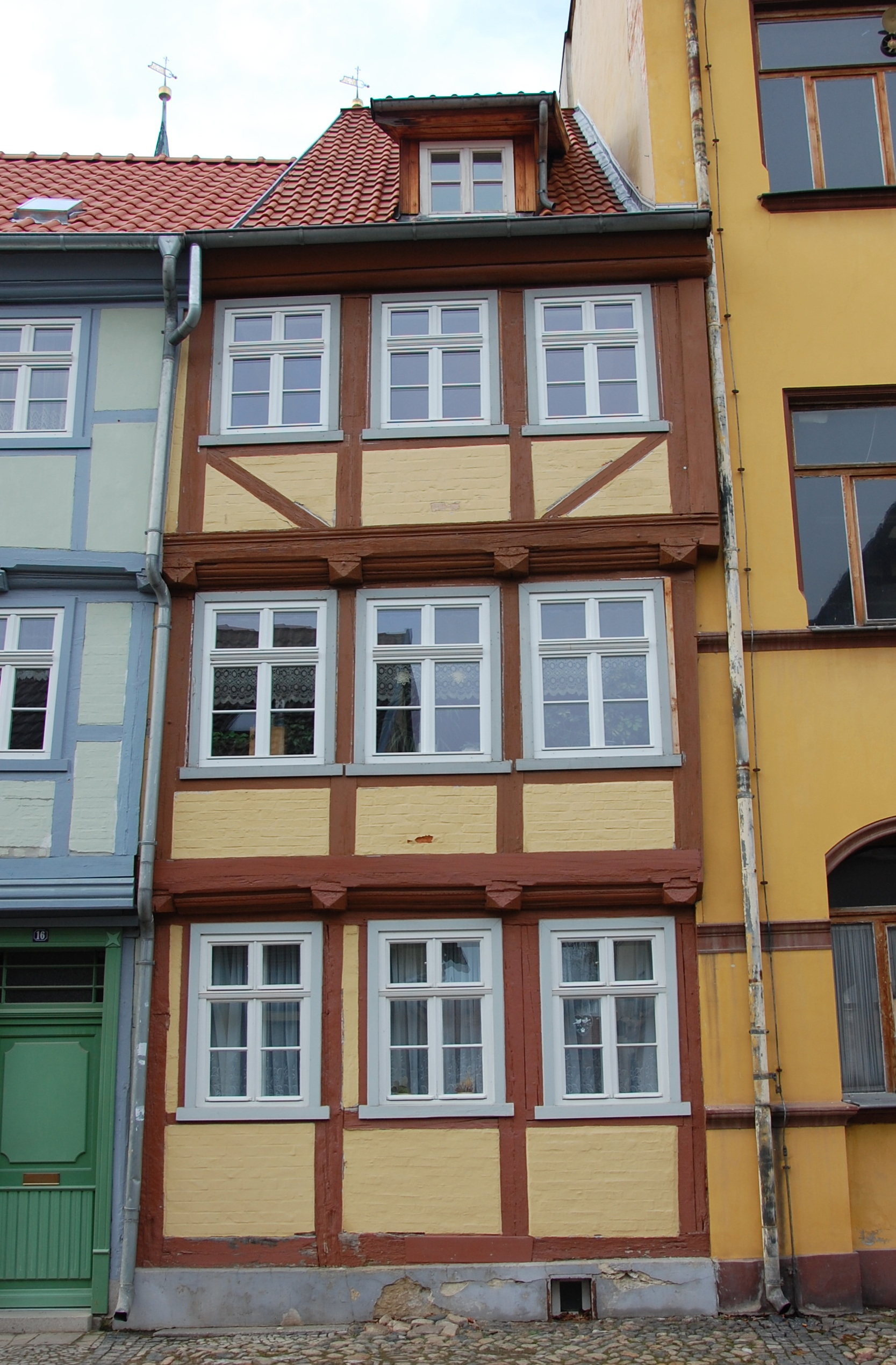
Konvent 17

Das Haus Konvent 17 ist ein denkmalgeschütztes Gebäude in der Stadt Quedlinburg in Sachsen-Anhalt.

## Lage
Es befindet sich in der historischen Quedlinburger Neustadt auf der Westseite der Straße Konvent und ist im Quedlinburger Denkmalverzeichnis als Wohnhaus eingetragen.

## Architektur und Geschichte
Das schmale, dreigeschossige Fachwerkhaus entstand in der Zeit um 1700. Seine Breite umfasst lediglich vier Gebinde. Das Fachwerk weist als Schmuckformen profilierte Füllhölzer, Fußbänder und Pyramidenbalkenköpfe auf.
Etwa Anfang des 21. Jahrhunderts erfolgte eine Sanierung des Hauses.